# Jerzy Monkiewicz
Jerzy Monkiewicz (ur. 15 maja 1940 w Telszach k. Kowna, zm. 24 kwietnia 2018) – polski specjalista w zakresie nauk rolniczych, prof. dr hab.

## Życiorys
Jerzy Monkiewicz urodził się w 1940. Rozpoczął pracę w Akademii Rolniczej we Wrocławiu. Posiadał stopień doktora habilitowanego, a 21 listopada 1996 uzyskał tytuł naukowy profesora nauk rolniczych. Zmarł 24 kwietnia 2018. Pochowany na cmentarzu Św. Rodziny przy ul. Smętnej.

## Odznaczenia i nagrody
- Nagroda rektora UPWr. (dwudziestodwukrotnie)[2]
- Złoty Krzyż Zasługi[2]
- Medal Komisji Edukacji Narodowej[2]
- Krzyż Kawalerski Orderu Odrodzenia Polski[2]
- Nagroda Ministra Nauki i Szkolnictwa Wyższego[2]
- Nagroda Kolegium Rektorów Uczelni Wrocławia i Opola im. prof. Józefa Dudka[2]